# Марселін Дей
Марселін Дей (англ. Marceline Day, справжнє ім'я — Марцеліна Ньюлін; 24 квітня 1908 - 26 лютого 2000) — американська кіноакторка, чия кар'єра почалася в дитинстві в 1910-ті роки і закінчилася в 1933 році.

## Біографія
Марселін народилася в 1908 році в Колорадо-Спрінгс, штат Колорадо, США. Вона була молодшою сестрою акторки Еліс Дей (Alice Day). Кар'єру акторки почала ще підлітком, разом із сестрою з'явившись у комедійній короткометражці Мака Сеннета «Вибір персиків». Трохи пізніше в тому ж році вона грала в Дела Лорда у фільмі «Чорні оксфорди»; і в тому ж, дебютному році, зіграла ще в кількох коротких веселих картинах.
Поступово її ролі набували все більшої значимості, і незабаром Марселін грала на одному майданчику з такими іменитими акторами, як Норман Керрі, Джон Беррімор, Лон Чейні. У 1926 році їй пощастило стати однією з 13 юних зірок рекламної кампанії «WAMPAS Baby Stars»; саме це допомогло Марселін отримати в 1927 році роль в історичній драмі Алана Кросленда «Улюблений шахрай» (The Beloved Rogue), де молода акторка і зустрілася з актором Джоном Беррімором.
Свою останню роль в кіно Марселін Дей зіграла в 1933 році; це був вестерн «Боротьба Парсона». Правда, в тому ж 33-му їй довелося зіграти і ще в одному вестерні, що став досить популярним — фільмі Тенні Райта «Телеграф» про протистояння індіанців «білим». Втім, кар'єра акторки все ж зійшла на «ні». Після цього Марселін пробувала себе і як акторка на радіо. Після закінчення акторської діяльності вона неохоче говорила про своє минуле ремесло й ніколи не давала інтерв'ю.

### Особисте життя
Відомо, що акторка була одружена двічі — першим її чоловіком був продюсер Артур Дж. Клейн, другим Джон Артур (в 1959 році).

### Смерть
Марселін Дей померла природною смертю 19 лютого 2000 року в Кафедрал-Сіті, Каліфорнія. На той час їй був 91 рік.

## Фільмографія
- 1933 — Боротьба Парсона / The Fighting Parson — Сьюзан Ларкін
- 1933 — За попереднім записом / By Appointment Only — міс Браун
- 1933 — Зруйновані життя / Damaged Lives — Лора Голл
- 1933 — Телеграф / The Telegraph Trail — Аліса Келлер
- 1933 — Через поні експрес / Via Pony Express — Бетті Кастелар
- 1932 — Хрестоносець / The Crusader — Марсія Брендон
- 1932 — Вбивство короля / The King Murder — Перл Хоп
- 1932 — Бродвей в Шайєнн / Broadway to Cheyenne — Рут Картер
- 1932 — Сила закону / Arm of the Law — Сенді
- 1932 — Бойовий дурень / The Fighting Fool — Джудіт
- 1931 — Покателло Кід / The Pocatello Kid — Мері Ларкін
- 1931 — Божевільний парад / The Mad Parade — Дороті Квінлен
- 1931 — Таємничий поїзд / The Mystery Train — Джоан Лейн
- 1930 — Райський острів / Paradise Island — Еллен Бредфорд
- 1930 — Сонячне небо / Sunny Skies — Мері Норріс
- 1930 — Башта храму / Temple Tower — Патрісія Верней
- 1929 — Вистава вистав / The Show of Shows — виконавець (сцена «Відповідайте моїй сестрі»)
- 1929 — Одна жіноча ідея / The One Woman Idea — леді Аліса Дуглас
- 1929 — Шалена вечірка / The Wild Party — Фейт Морган
- 1929 — Остання справа Трента / Trent's Last Case — Евелін Мандерсон
- 1929 — Самотній чоловік / A Single Man — Меггі
- 1929 — Століття джазу / The Jazz Age — Сью Рендалл
- 1928 — Вкрадена любов / Stolen Love — Джоан Гастінгс
- 1928 — Неспокійна молодь / Restless Youth — Діксі
- 1928 — Свобода преси / Freedom of the Press — Джун Весткотт
- 1928 — Сплавний ліс / Driftwood — Дейзі Сміт
- 1928 — Кінооператор / The Cameraman — Саллі
- 1928 — Детективи / Detectives — Лоїс
- 1928 — Один молодий чоловік / A Certain Young Man — Філліс
- 1928 — Велике місто / The Big City — Сансін
- 1928 — Під чорним орлом / Under the Black Eagle — Маргарита
- 1927 — Лондон після півночі / London After Midnight — Люсіль Бальфур
- 1927 — Дорога до романтики / The Road to Romance — Серафіна
- 1927 — Капітан порятунок / Captain Salvation — Мері Філіпс
- 1927 — Новобранці / Rookies — Бетті Уейн
- 1927 — Червона глина / Red Clay — Агнес Барр
- 1927 — Улюблений шахрай / The Beloved Rogue — Шарлотта
- 1926 — Дні в коледжі / College Days — Мері Ворд
- 1926 — Це модель з Парижа / That Model from Paris — Джейн Міллер
- 1926 — Веселий обманщик / The Gay Deceiver — Луїза ді Тільйос
- 1926 — Дивлячись на неприємності / Looking for Trouble — Туліп Гельєр
- 1926 — Бар'єр / The Barrier — Ніша
- 1925 — Розкішна дорога / The Splendid Road — Ліліан Грей
- 1925 — Свист з Уолл-Стріт / The Wall Street Whiz — Пеггі МакКвей
- 1925 — Його новий костюм / His New Suit
- 1925 — Штанці / Short Pants
- 1925 — Хвороба серця / Heart Trouble
- 1925 — Приборкання Заходу / The Taming of the West — Беріл
- 1924 — Удача дурня / The Luck o' the Foolish — Марсі
- 1924 — Чорні оксфорди / Black Oxfords — Дейзі Візерс
- 1924 — Вибір персиків / Picking Peaches — учасниця конкурсу краси